# 陜川郡

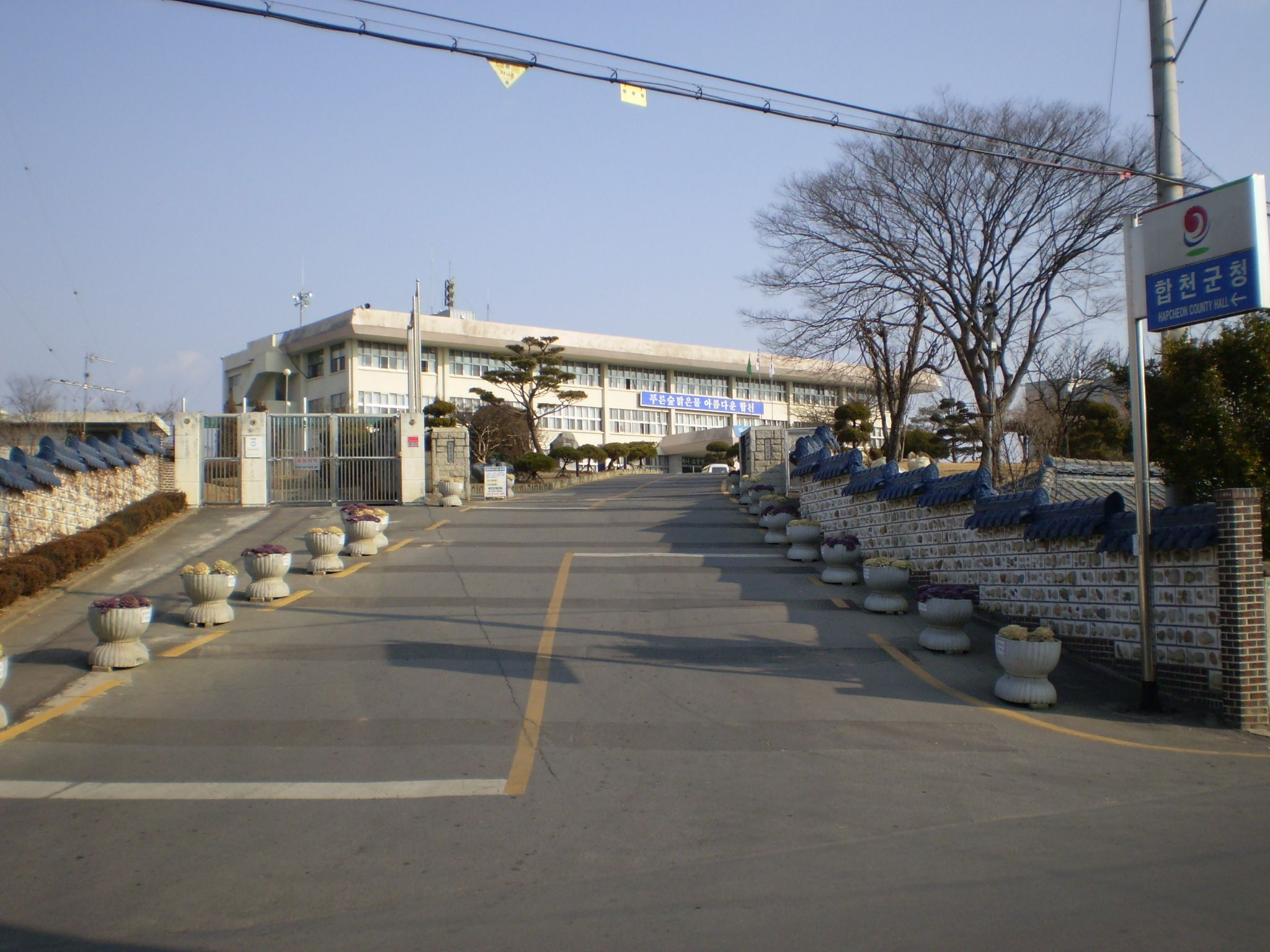
陜川郡庁

陜川郡（ハプチョンぐん、せんせんぐん）は、大韓民国慶尚南道の北部にある郡である。郡の北部を慶尚北道と接している。戦後帰国した被爆者が多く住んでおり、「韓国のヒロシマ」とも。

## 歴史
- 1914年4月1日 - 郡面併合により、陜川郡の一部（宮所面）が宜寧郡に編入、草渓郡および三嘉郡の一部（神旨面・栗院面を除く）が陜川郡に編入。陜川郡に以下の面が成立。[4]（18面）
  - 陜川面・鳳山面・妙山面・伽倻面・冶炉面・栗谷面・草渓面・双冊面・徳谷面・青徳面・赤中面・大陽面・栢山面・上栢面・三嘉面・佳会面・大並面・龍洲面
- 1929年4月1日 - 栢山面・上栢面が合併し、双栢面が発足。[5]（17面）
- 1979年5月1日 - 陜川面が陜川邑に昇格。[6]（1邑16面）
- 1983年2月15日 - 赤中面の一部（墨方里・巻恵里）が宜寧郡富林面に編入。[7]（1邑16面）
- 1987年1月1日 - 陜川ダムの建設により行政区画を再編。[8]（1邑16面）
  - 鳳山面竹竹里が龍洲面に編入。
  - 鳳山面苧浦里が界山里に編入。
  - 鳳山面魯坡里が述谷里と高三里に分割編入。
  - 大並面倉里が回陽里に編入。
- 1989年1月1日（1邑16面）[9]
  - 大陽面烏山里の一部が宜寧郡鳳樹面に編入。
  - 三嘉面外吐里の一部が宜寧郡大義面に編入。
- 1995年12月17日（1邑16面）
  - 青徳面下会里が佳峴里に改称。
  - 赤中面末方里が頭方里に改称。
  - 龍洲面内袈里が佳湖里に改称。
- 2014年12月9日 - 鳳山面杏亭里が都谷里に改称。[10]（1邑16面）

## 気候
- 最高気温極値39.2℃（1994年7月20日）
- 最低気温極値-16.9℃（1974年1月25日）

| 陜川郡の気候                                                | 陜川郡の気候 | 陜川郡の気候 | 陜川郡の気候 | 陜川郡の気候 | 陜川郡の気候 | 陜川郡の気候  | 陜川郡の気候   | 陜川郡の気候   | 陜川郡の気候  | 陜川郡の気候 | 陜川郡の気候 | 陜川郡の気候 | 陜川郡の気候     |
| 月                                                          | 1月          | 2月          | 3月          | 4月          | 5月          | 6月           | 7月            | 8月            | 9月           | 10月         | 11月         | 12月         | 年               |
| ----------------------------------------------------------- | ------------ | ------------ | ------------ | ------------ | ------------ | ------------- | -------------- | -------------- | ------------- | ------------ | ------------ | ------------ | ---------------- |
| 最高気温記録 °C （°F）                                      | 17.7 (63.9)  | 24.4 (75.9)  | 27.8 (82)    | 31.8 (89.2)  | 36.2 (97.2)  | 36.6 (97.9)   | 39.5 (103.1)   | 39.2 (102.6)   | 36.6 (97.9)   | 30.9 (87.6)  | 26.4 (79.5)  | 20.5 (68.9)  | 39.5 (103.1)     |
| 平均最高気温 °C （°F）                                      | 7.0 (44.6)   | 9.7 (49.5)   | 14.6 (58.3)  | 20.7 (69.3)  | 25.6 (78.1)  | 28.5 (83.3)   | 30.4 (86.7)    | 31.1 (88)      | 27.1 (80.8)   | 22.3 (72.1)  | 15.6 (60.1)  | 9.0 (48.2)   | 20.1 (68.2)      |
| 日平均気温 °C （°F）                                        | −0.2 (31.6)  | 2.2 (36)     | 7.3 (45.1)   | 13.2 (55.8)  | 18.2 (64.8)  | 22.2 (72)     | 25.3 (77.5)    | 25.6 (78.1)    | 20.9 (69.6)   | 14.5 (58.1)  | 7.8 (46)     | 1.7 (35.1)   | 13.2 (55.8)      |
| 平均最低気温 °C （°F）                                      | −5.9 (21.4)  | −4.1 (24.6)  | 0.5 (32.9)   | 5.8 (42.4)   | 11.3 (52.3)  | 16.8 (62.2)   | 21.4 (70.5)    | 21.5 (70.7)    | 16.2 (61.2)   | 8.7 (47.7)   | 2.0 (35.6)   | −4.0 (24.8)  | 7.5 (45.5)       |
| 最低気温記録 °C （°F）                                      | −16.9 (1.6)  | −16.7 (1.9)  | −10.1 (13.8) | −4.6 (23.7)  | 1.7 (35.1)   | 6.8 (44.2)    | 12.8 (55)      | 12.2 (54)      | 4.6 (40.3)    | −3.6 (25.5)  | −9.9 (14.2)  | −14.8 (5.4)  | −16.9 (1.6)      |
| 降水量 mm （inch）                                          | 19.7 (0.776) | 31.3 (1.232) | 54.0 (2.126) | 81.9 (3.224) | 94.1 (3.705) | 146.7 (5.776) | 289.5 (11.398) | 294.8 (11.606) | 158.6 (6.244) | 64.5 (2.539) | 34.7 (1.366) | 20.1 (0.791) | 1,289.9 (50.783) |
| 平均降水日数 （≥0.1 mm）                                    | 4.0          | 4.7          | 6.8          | 8.2          | 8.9          | 9.7           | 14.4           | 14.0           | 9.5           | 5.0          | 5.2          | 3.9          | 94.3             |
| % 湿度                                                      | 60.5         | 57.3         | 56.5         | 56.2         | 60.5         | 66.7          | 74.3           | 74.8           | 74.2          | 70.6         | 67.3         | 62.6         | 65.1             |
| 平均月間日照時間                                            | 182.3        | 185.3        | 208.2        | 213.8        | 224.7        | 172.0         | 147.9          | 163.7          | 161.3         | 190.4        | 167.7        | 172.4        | 2,189.7          |
| 出典：韓国気象庁 (平均値：1991年-2020年、極値：1973年-現在) |              |              |              |              |              |               |                |                |               |              |              |              |                  |

## 行政

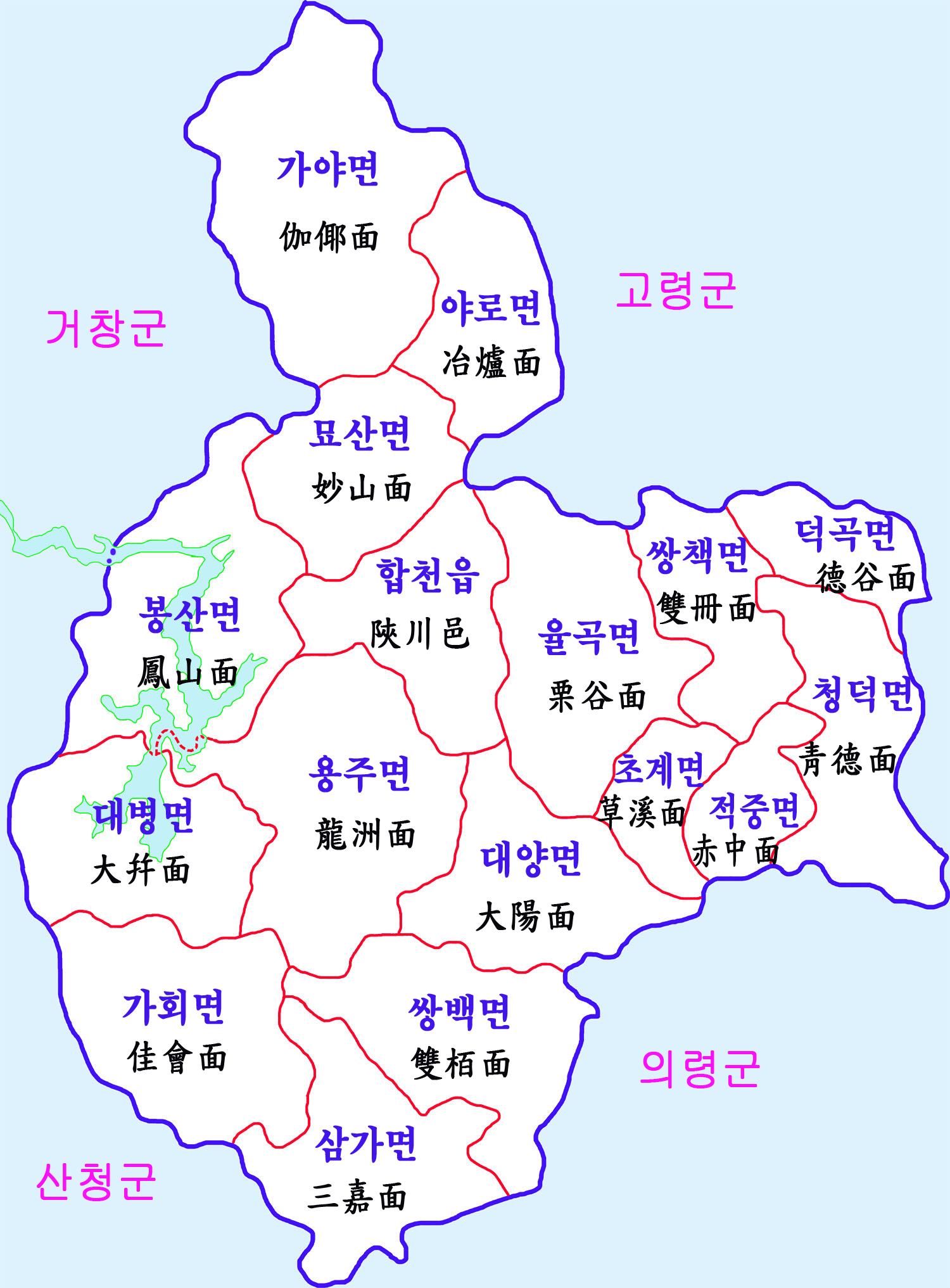
行政区域図

### 下位行政区画
| 邑・面 | 法定里 |
| ------ | --- |
| 陜川邑 | 陜川里、金陽里、盈倉里、内谷里、西山里、龍渓里、外谷里、長渓里、仁谷里                                                       |
| 鳳山面 | 鴨谷里、都谷里、鳳渓里、金鳳里、述谷里、芦谷里、陽地里、高三里、界山里、松林里、霜峴里、勧彬里                               |
| 妙山面 | 班浦里、安城里、光山里、山際里、華陽里、渠山里、佳山里、館基里、八尋里、陶沃里、鳳谷里                                       |
| 伽倻面 | 竹田里、梅花里、伊川里、黄山里、蓑村里、緇仁里、旧源里、倻川里、晴峴里、梅岸里、大田里、加川里、城基里、九美里               |
| 冶炉面 | 徳岩里、汀坮里、黙村里、金坪里、梅村里、河浜里、羅帯里、下林里、冶炉里、九汀里、月光里、清渓里                               |
| 栗谷面 | 己里、内川里、楽民里、魯陽里、甲山里、杜泗里、瓦里、項谷里、栗津里、林北里、堤内里、永田里、本泉里、文林里                   |
| 草渓面 | 宅里、中里、元堂里、新村里、大洞里、大坪里、官坪里、衙幕里、柳下里、草渓里、上坮里                                           |
| 双冊面 | 上新里、徳峰里、城山里、多羅里、烏西里、真定里、上浦里、泗陽里、下新里、巾台里                                               |
| 徳谷面 | 浦頭里、本谷里、栗院里、並背里、鶴里、壮里、栗旨里                                                                           |
| 青徳面 | 佳峴里、大釜里、豆谷里、畝里、尾谷里、三鶴里、省台里、所礼里、仰津里、雲峰里、赤布里、草谷里                                 |
| 赤中面 | 黄井里、正吐里、竹古里、玉斗里、上部里、楼下里、富樹里、楊林里、頭方里                                                       |
| 大陽面 | 正陽里、茂谷里、道里、陽山里、咸池里、烏山里、伯岩里、安金里、徳亭里、大目里、鵞川里                                         |
| 双栢面 | 大谷里、平邱里、安渓里、外草里、雲谷里、長田里、竹田里、三里、下新里、栢亦里、大峴里、平地里、陸里                           |
| 三嘉面 | 東里、一部里、外吐里、龍興里、於田里、錦里、巣梧里、斗毛里、鶴里、徳津里、文松里、下板里、良田里                             |
| 佳会面 | 月渓里、外沙里、将台里、吾道里、屯内里、中村里、含芳里、徳村里、道呑里                                                       |
| 大並面 | 上川里、城里、大枝里、長湍里、下金里、陽里、駅坪里、柳田里、回陽里                                                           |
| 龍洲面 | 孔岩里、黄渓里、巽木里、龍旨里、月坪里、高品里、牛谷里、鳳基里、佳湖里、竹々里、方谷里、城山里、八山里、坪山里、魯里、章田里 |

### 警察
- 陜川警察署

### 消防
- 陜川消防署

## 教育

### 高等学校
特記外は公立
- 陜川高等学校
- 陜川女子高等学校（私立）
- 三嘉高等学校
- 草渓高等学校
- 冶爐高等学校
- 円慶高等学校（私立）

## 交通

### 高速道路
- 光州-大邱高速道路
  - 海印寺インターチェンジ

### 国道
- 国道20号線 (韓国)
- 国道24号線 (韓国)
- 国道26号線 (韓国)
- 国道33号線 (韓国)
- 国道59号線 (韓国)（朝鮮語版）

## 名所
- 伽耶山（伽倻山国立公園）
- 海印寺（世界遺産・海印寺大蔵経板殿）
- 原爆記念館 - 2017年8月6日開館。在韓被爆者が多く住む。

## 出身著名人
- 全斗煥（第11－12代大統領）